# دن-ویرگیل ووکولسو
دن-ویرگیل ووکولسو (انگلیسی: Dan-Virgil Voiculescu؛ زادهٔ ۱۴ ژوئن ۱۹۴۹) دانشمند در زمینه آنالیز ریاضی اهل رومانی است.